# Sandoricum koetjape
Sandoricum koetjape är en tvåhjärtbladig växtart som beskrevs av Merrill. Sandoricum koetjape ingår i släktet Sandoricum och familjen Meliaceae. Inga underarter finns listade i Catalogue of Life.